# Lisberg
Lisberg ist eine Gemeinde im oberfränkischen Landkreis Bamberg sowie Sitz der Verwaltungsgemeinschaft Lisberg und zählt zur Metropolregion Nürnberg.

## Geografie
Die Gemeinde liegt im Steigerwald. Durch Lisberg verläuft der Fränkische Marienweg.

### Gemeindegliederung
Es gibt vier Gemeindeteile (in Klammern sind der Siedlungstyp und die Einwohnerzahl angegeben):
- Lisberg (Pfarrdorf, 998)
- Neumühle (Einöde, 1)
- Trabelsdorf (Pfarrdorf, 794) mit Trabelsdorfer Hof (Einöde, 6)
- Triefenbach (Weiler, 15)

Es gibt die Gemarkungen Lisberg und Trabelsdorf.

### Nachbargemeinden
Nachbargemeinden sind (von Norden beginnend im Uhrzeigersinn): Viereth-Trunstadt, Bischberg, Walsdorf, Burgebrach, Schönbrunn im Steigerwald, Priesendorf

## Geschichte

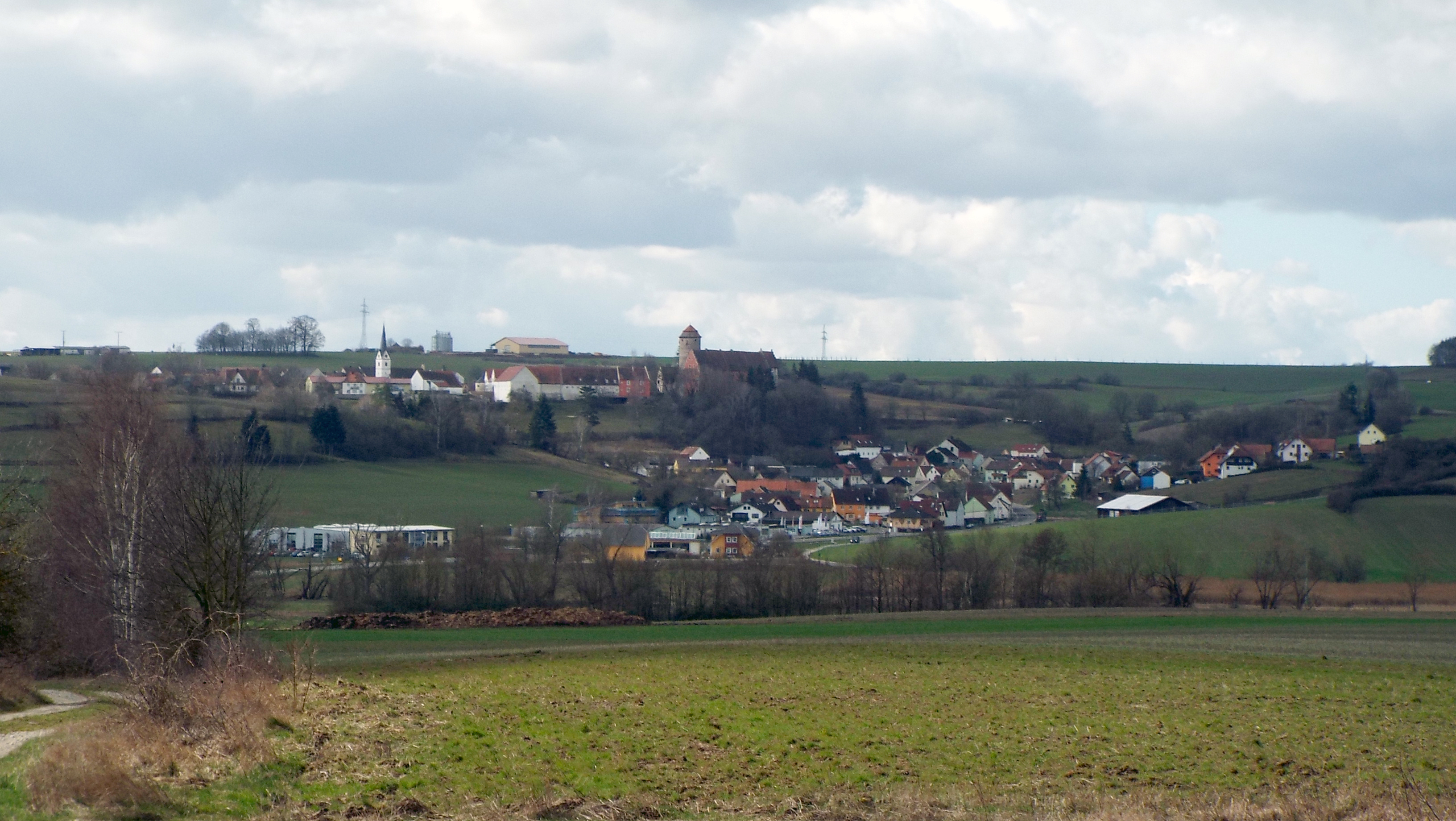
Lisberg Ortsansicht

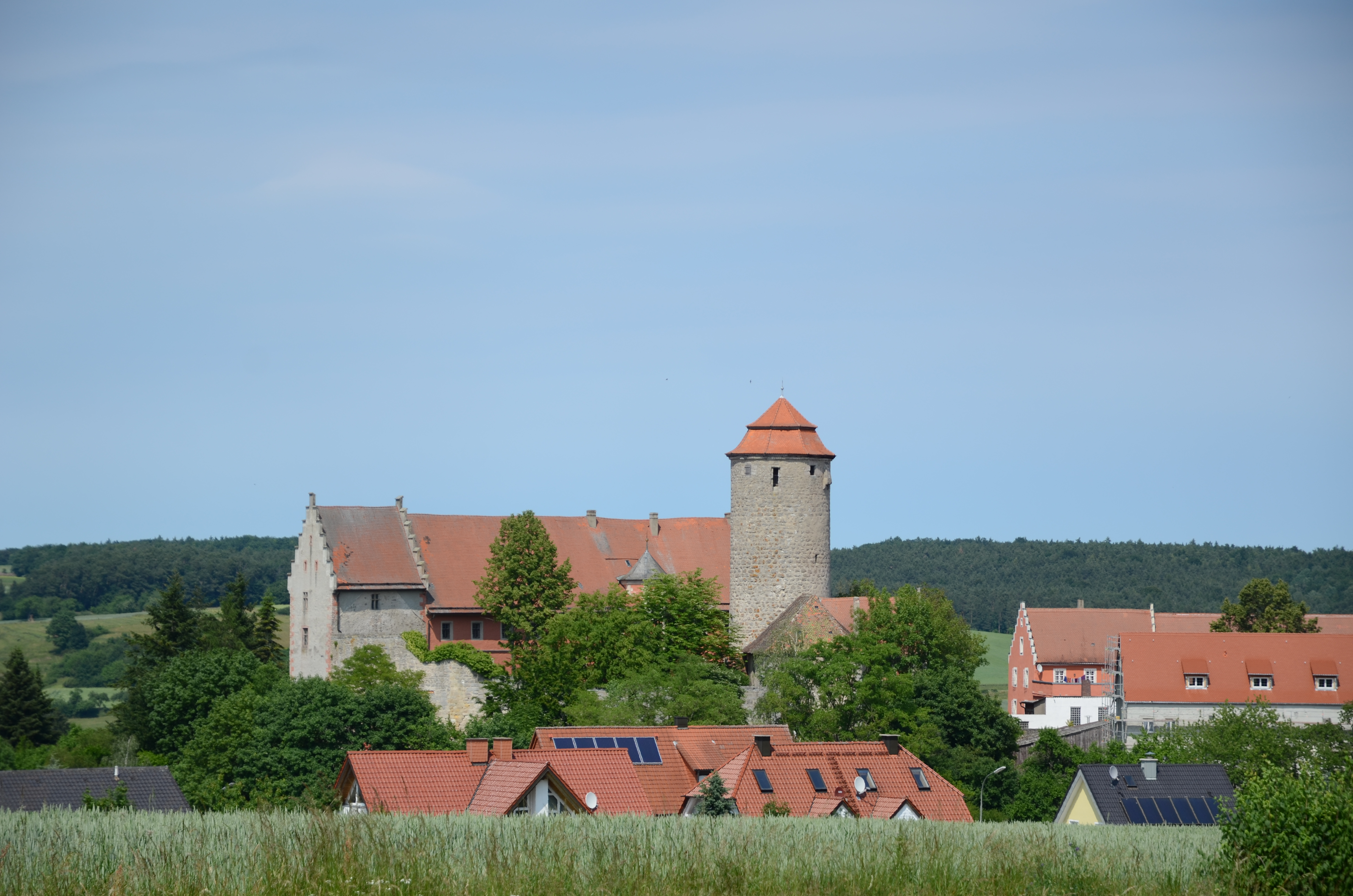
Burg Lisberg

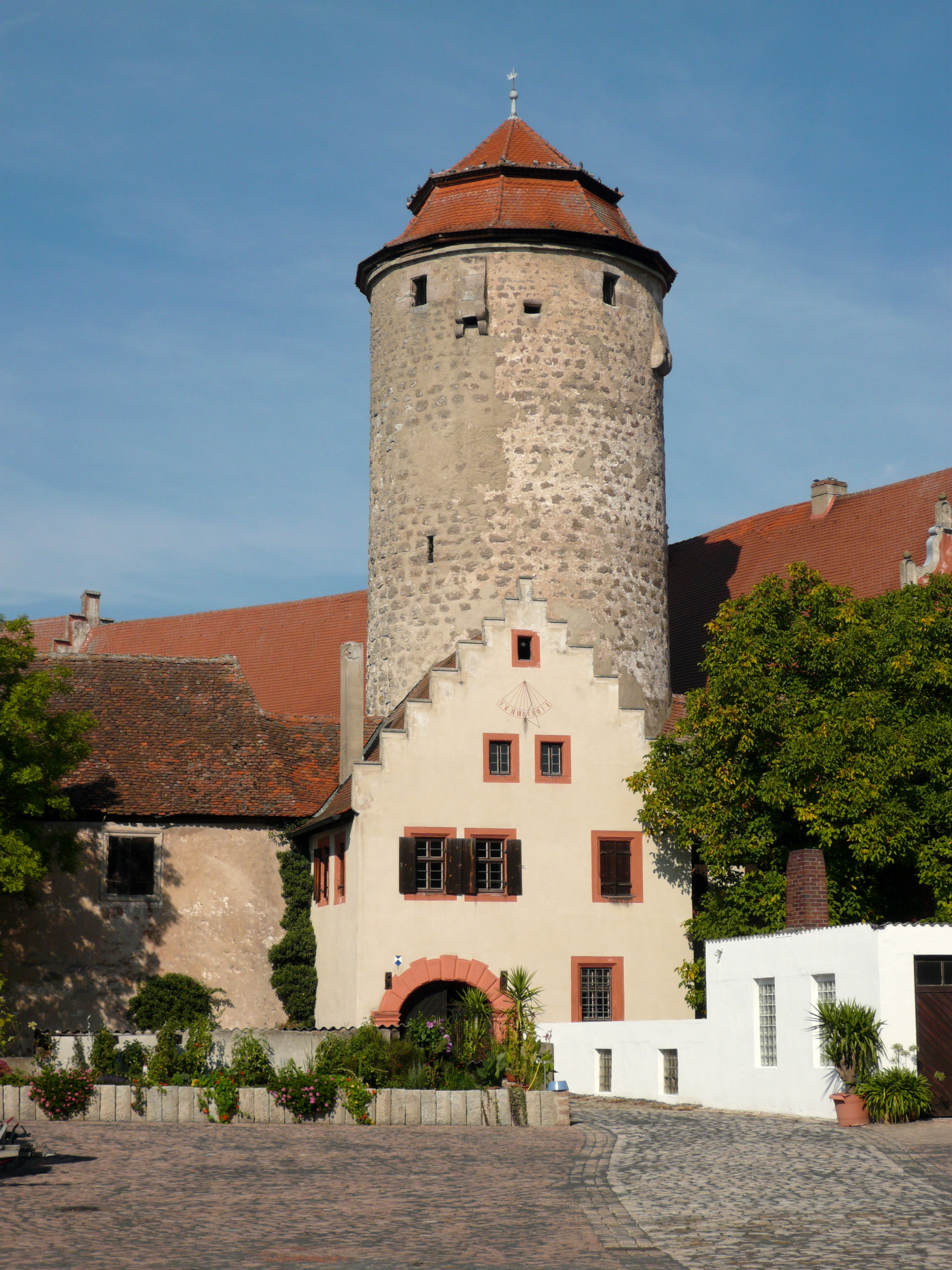
Burgwohnbau mit Bergfried

### Bis zum 19. Jahrhundert
Lisberg fällt schon von Weitem durch die Burg Lisberg auf. Die Burg und damit der Ort wurden in einer Schenkungsurkunde des Jahres 820 erstmals erwähnt. Die Burg gehört zu den ältesten erhaltenen Burgen Deutschlands.
Von 1600 bis 1707 hatte die protestantische Linie, von 1707  bis 1790 die katholische Linie der Freiherren von Münster den Lehenbesitz von Lisberg. Die Burg befindet sich in Privatbesitz.
Mit der Rheinbundakte 1806 kam die Herrschaft der Freiherren von Münster-Lisberg zu Bayern.

### Fusion
Die Gemeinde Lisberg besteht seit dem 1. Mai 1978 aus den ehemals selbstständigen Gemeinden Lisberg und Trabelsdorf. Zwei Jahre nach der Gebietsreform von 1978 löste sich Lisberg aus der Verwaltungsgemeinschaft Stegaurach und es entstand 1980 die Verwaltungsgemeinschaft mit der Nachbargemeinde Priesendorf mit Sitz im generalsanierten Schloss Trabelsdorf.

### Geschichte der Juden in Lisberg
Die jüdische Gemeinde wurde erstmals 1739 aufgrund der Nutzung ihres Begräbnisplatzes genannt.
Die Wohnungen der Juden befanden sich im Bereich der heutigen Straßenzüge Kaulberg, Kasernstraße und Brunnenweg. Am 19. September 1904 wurde die Israelitische Kultusgemeinde Lisberg mit der von Trabelsdorf vereinigt. Bis Ende April 1942 befanden sich noch zehn Juden in Trabelsdorf.

#### Synagoge
Die Synagoge war in einem Wohnhaus, im heutigen Anwesen Kaulberg 5, untergebracht, das vier Eigentümern gehörte. Sie bestand nur aus dem Synagogenzimmer. In den Jahren 1871/1872 wurde das baufällig gewordene Anwesen saniert.

#### Schule
Die Kinder gingen von 1826 bis 1869 in die neu gegründete Religionsschule in Kolmsdorf im Hause der Witwe Wörner. Anschließend wurde die Schule nach Trabelsdorf verlegt.

#### Vorsteher der jüdischen Gemeinde Lisberg
- Scholum Lisberger
- Joseph Fromm
- Abraham Michel

#### Lehrer
- Joseph Simon

#### Friedhof
Der von Maschendraht und einer Buchenhecke umgebene „Leichenplatz“ oberhalb von Lisberg wurde erstmals 1739 genannt. 1904 wurde der Friedhof durch das Bezirksamt Bamberg II mit Wegen versehen, die Gräber erhielten Nummern. 1938 wurde der Friedhof geschändet. Den Friedhof einer landwirtschaftlichen Nutzung zuzuführen scheiterte daran, dass die dortigen Bäume unter Naturschutz standen. Entfernt wurden Grabsteine und die Friedhofsmauer. Trotz der Schändung sind nach einer Zählung von 1985 noch 139 Grabsteine vorhanden.

### Einwohnerentwicklung
Im Zeitraum von 1988 bis 2018 wuchs die Gemeinde von 1352 auf 1737 um 385 Einwohner bzw. um 28,5 %. Ein Höchststand wurde am 31. Dezember 2004 mit 1797 Einwohnern erreicht.

## Religion
Laut Zensus am 9. Mai 2011 waren 68,6 % der Einwohner römisch-katholisch und 22,0 % evangelisch-lutherisch. 9,4 % hatten eine andere Religion oder waren konfessionslos.

## Politik

### Bürgermeister
Erster ehrenamtlicher Bürgermeister ist seit 2014 Michael Bergrab (Überparteiliche Liste), der in der Stichwahl 69,33 % der Stimmen erhielt und 2020 ohne Gegenkandidaten mit 83,77 % der Stimmen wiedergewählt wurde. Bergrab war mit 22 Jahren bei seinem Amtsantritt am 1. Mai 2014 Deutschlands jüngster Bürgermeister. Sein Vorgänger war seit 1990 der Volksschul-Konrektor Peter Deusel (Überparteiliche Liste), der 2008 mit 66,67 % der Stimmen wiedergewählt wurde.

### Gemeinderat
Dem Gemeinderat gehörten in der Wahlperiode 2014/20 fünf Gemeinderäte der Überparteilichen Liste (ÜPL), vier der Christlich-Sozialen Union (CSU) und zwei dem Bürgerblock (BBL) an, ein weiteres Mitglied war fraktionslos. In der Wahlperiode 2008/14 gehörten sieben Mitglieder der ÜPL und fünf Mitglieder der CSU an. In der Wahlperiode 2002/08 hatten die ÜPL und die CSU jeweils sechs Sitze.

## Verwaltung
Die Gemeinde ist Mitglied der Verwaltungsgemeinschaft Lisberg.

## Wappen
| Wappen von Lisberg | Blasonierung: „In Blau über einem goldenen Tisch ein offener Flug, der rechts von Rot und Silber, links von Silber und Rot geteilt ist.“ |
| Wappen von Lisberg | Wappengeschichte: Die Gemeinde Lisberg besteht seit 1978 aus den ehemals selbstständigen Gemeinden Lisberg und Trabelsdorf. Der offene Flug ist dem Wappen der Freiherren von Münster entnommen. Von 1600 bis 1707 war die protestantische Linie der Freiherren von Münster in Lehenbesitz von Lisberg, bis 1790 die katholische Linie. Der Tisch ist aus dem Wappen der Marschälle von Ostheim, die 1664 Trabelsdorf erwarben. Die Wappen beider Geschlechter sind in der Pfarrkirche von Trabelsdorf auf Grabdenkmälern zu sehen. Dieses Wappen wird seit 1983 geführt. |

## Kultur und Sport

### Städtepartnerschaften
Es besteht eine Städtepartnerschaft mit dem hessischen Ort Lißberg.

### Feuerwehren
- In Lisberg und in Trabelsdorf gibt es Freiwillige Feuerwehren.

### Brauereien
Von drei Brauereien im Jahre 1985 gibt es nur noch eine, die Brauerei Beck in Trabelsdorf. Bis 1999 braute die Schlossbrauerei Dauer in Trabelsdorf, bis 1989 die Burgbräu in Lisberg.

## Veranstaltungen
Das Jahr über finden in Lisberg zahlreiche Veranstaltungen statt, die von Vereinen ehrenamtlich organisiert werden. Höhepunkte sind die beiden Kirchweihen (sogenannte Kerwa). Diese finden in Lisberg entweder am 3. oder 4. Septemberwochenende und in Trabelsdorf am 1. Oktoberwochenende statt.

## Sehenswürdigkeiten

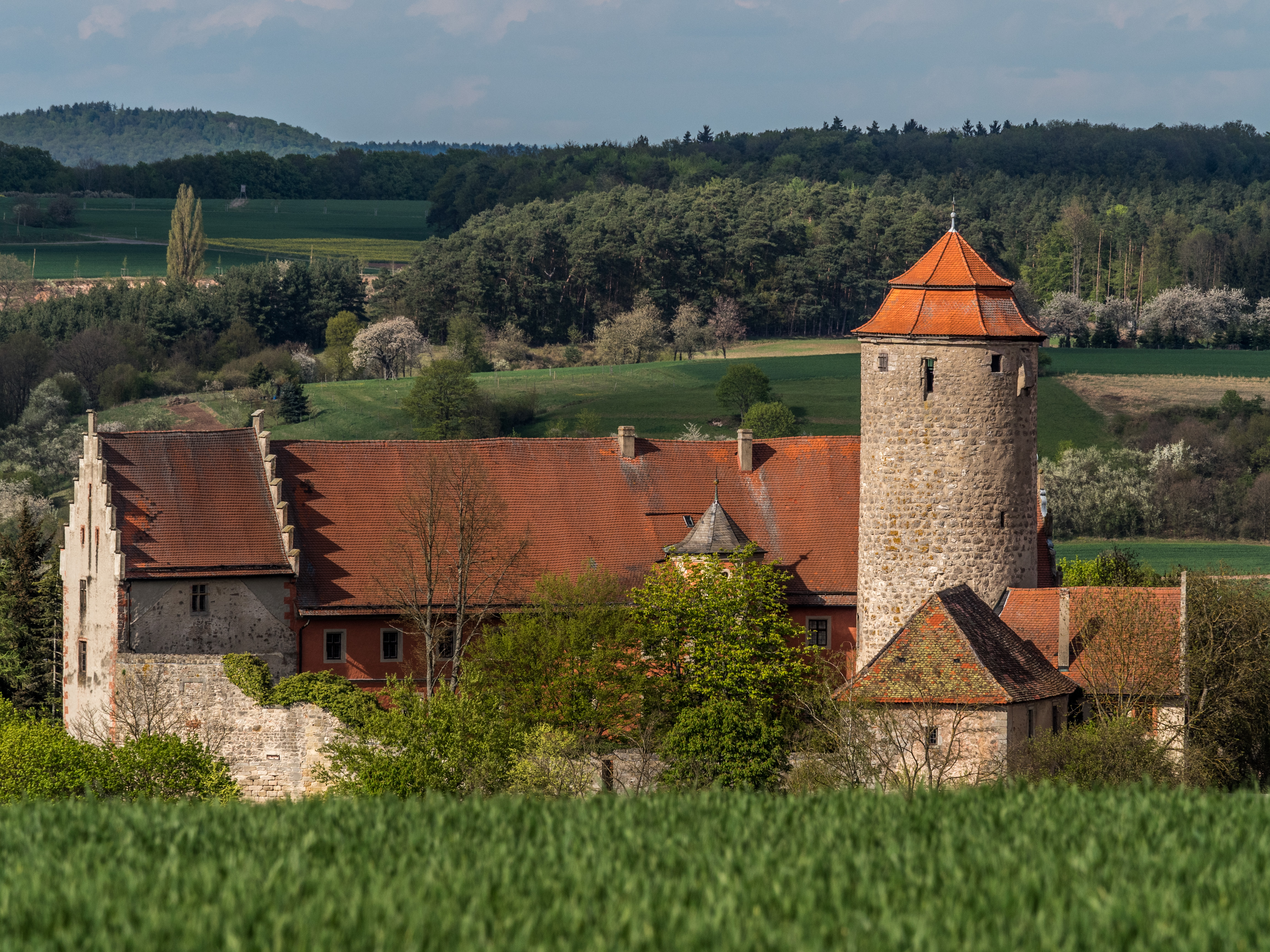
Burg Lisberg
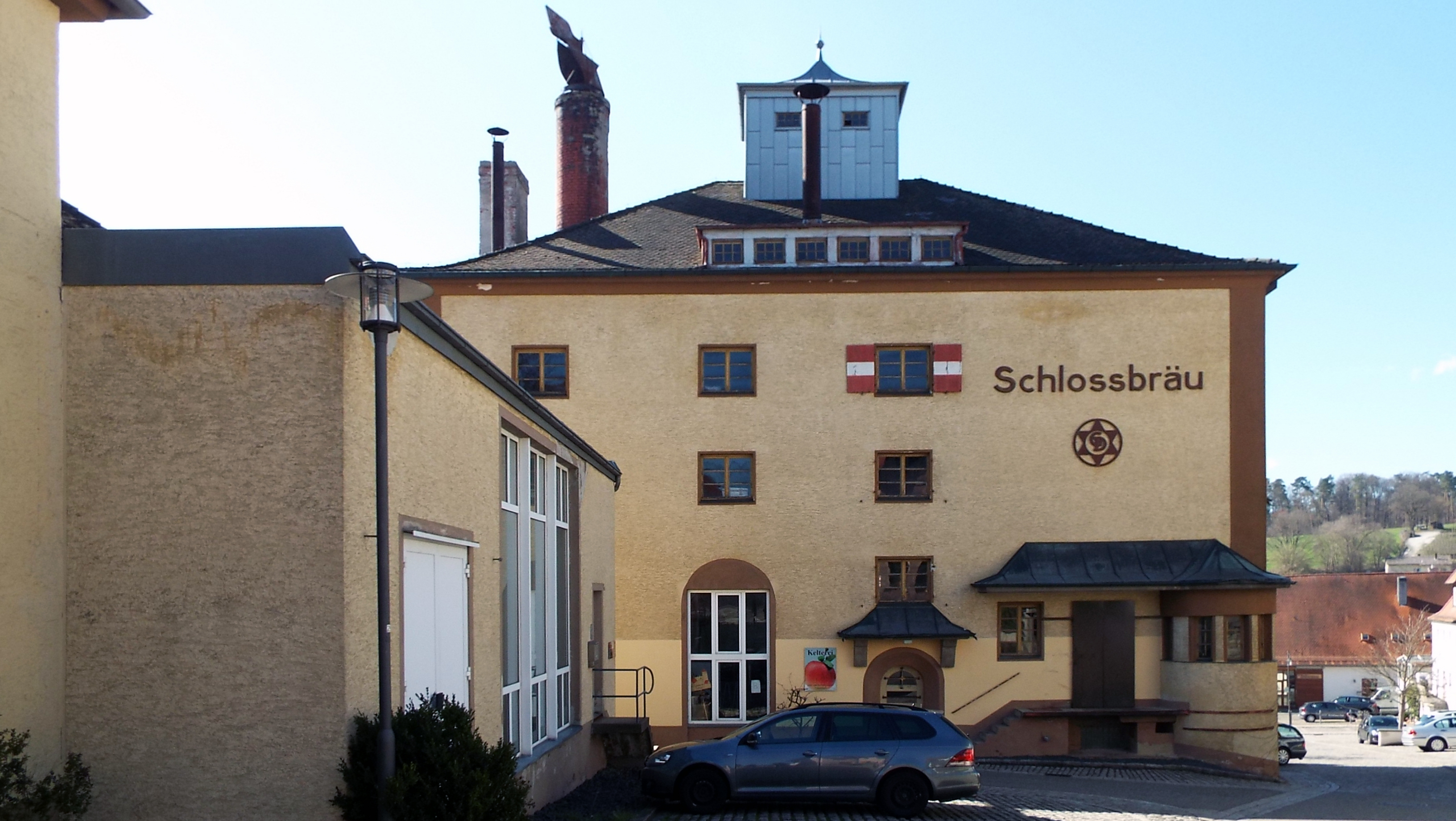
Ehemalige Brauerei in Trabelsdorf
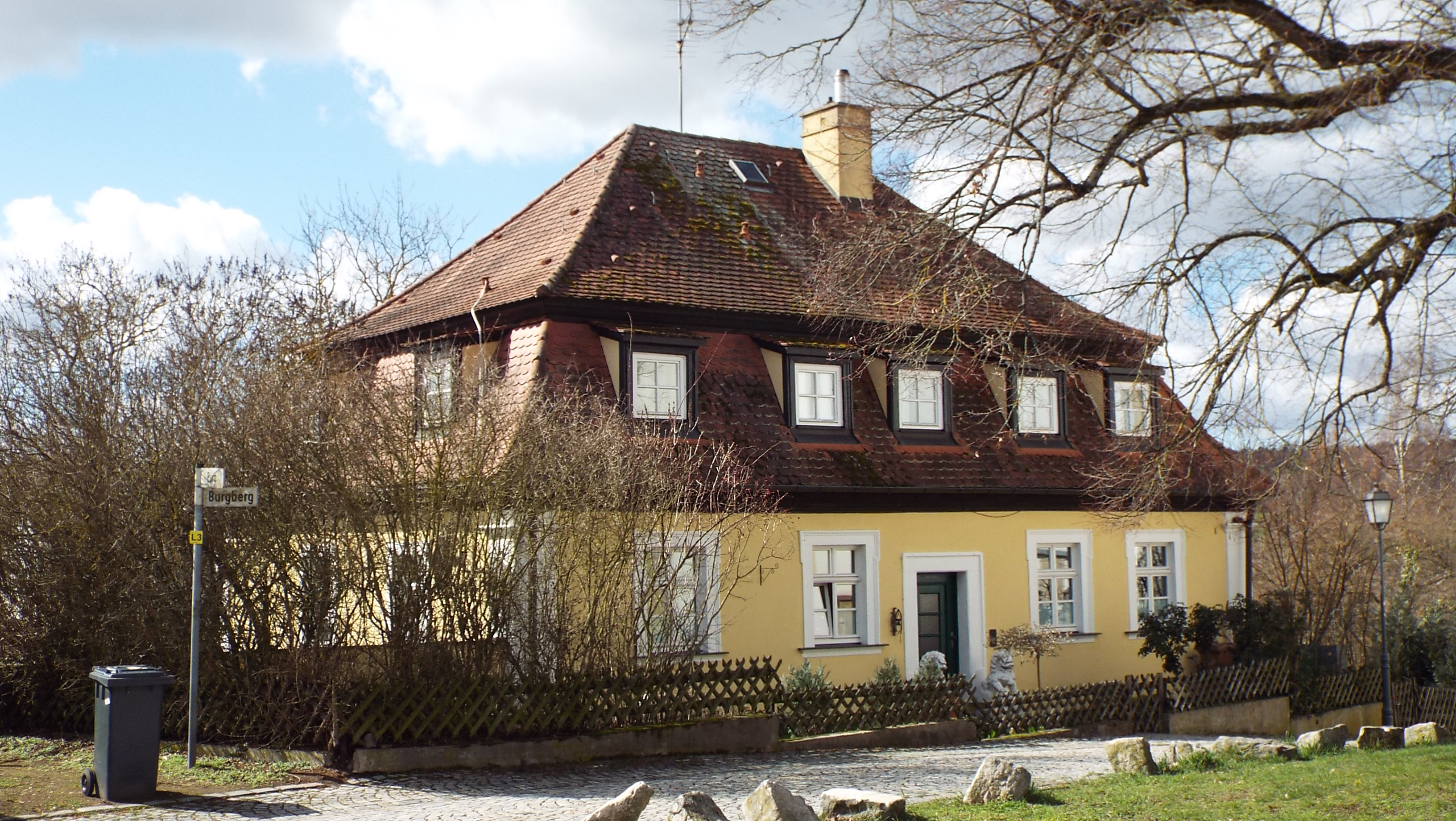
Früheres Verwalterhaus Burgberg 10
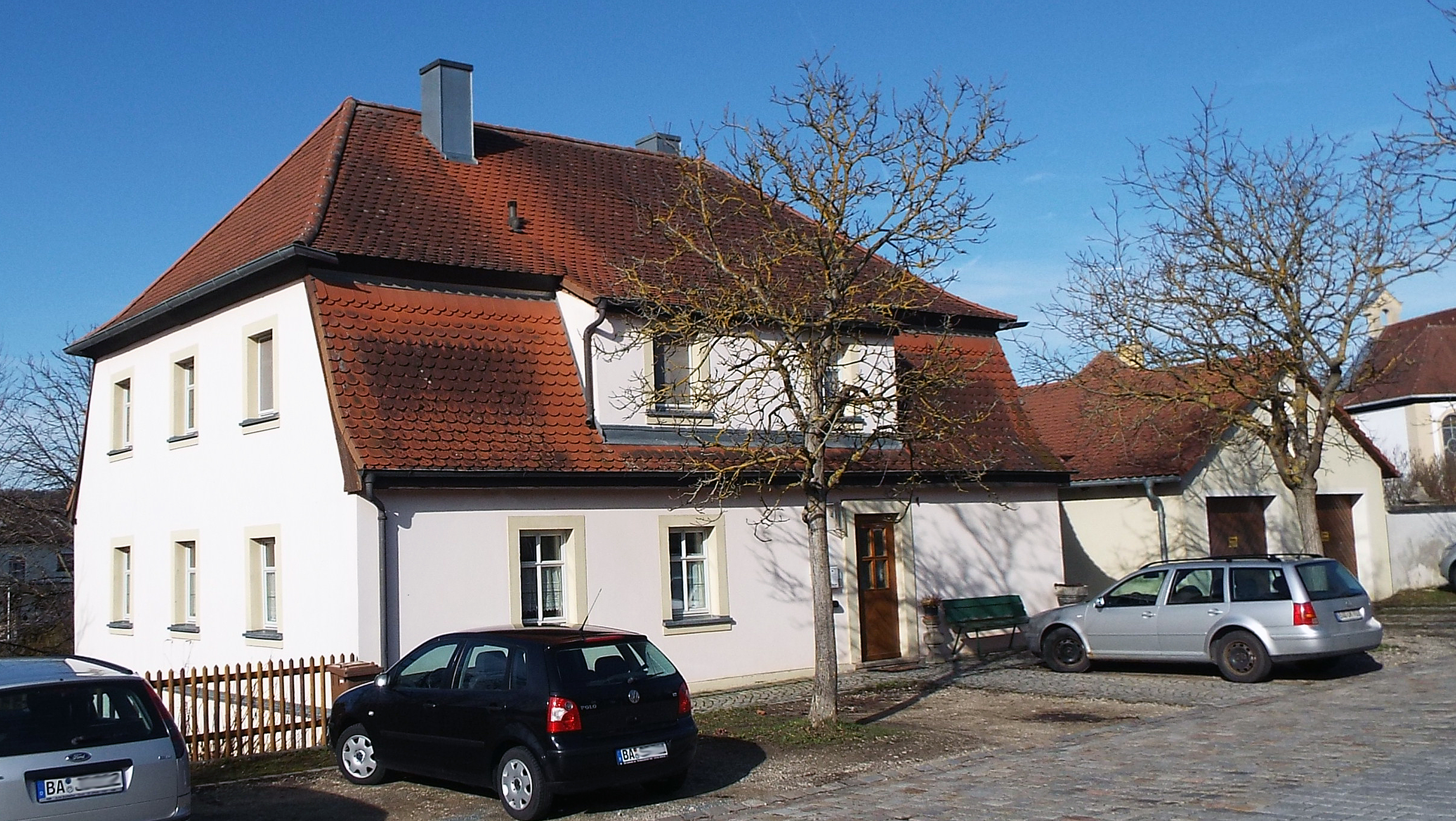
Früheres Verwalterhaus Conrad-Wagner-Weg 1
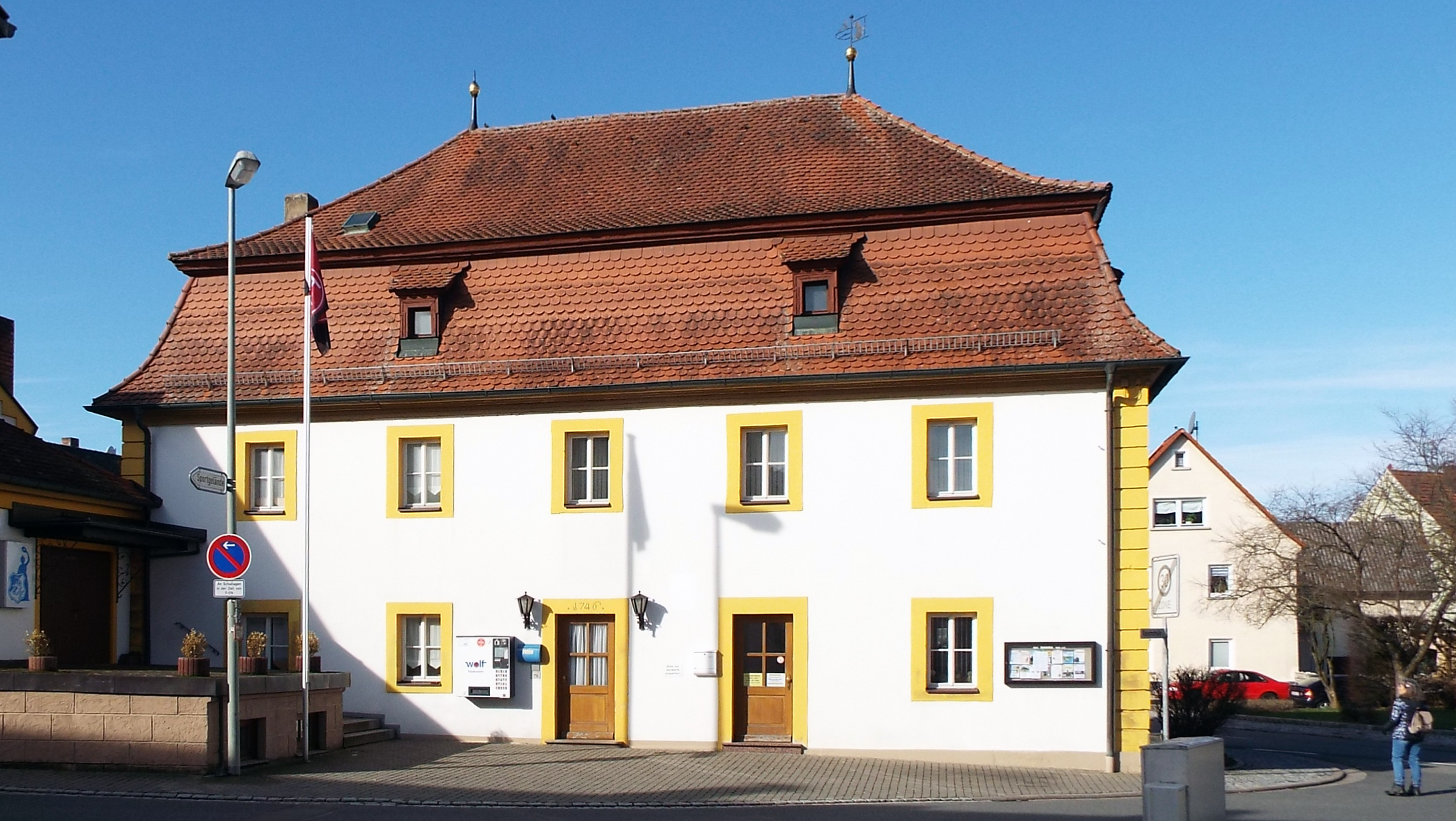
Früheres Verwalterhaus Kasernstraße 2
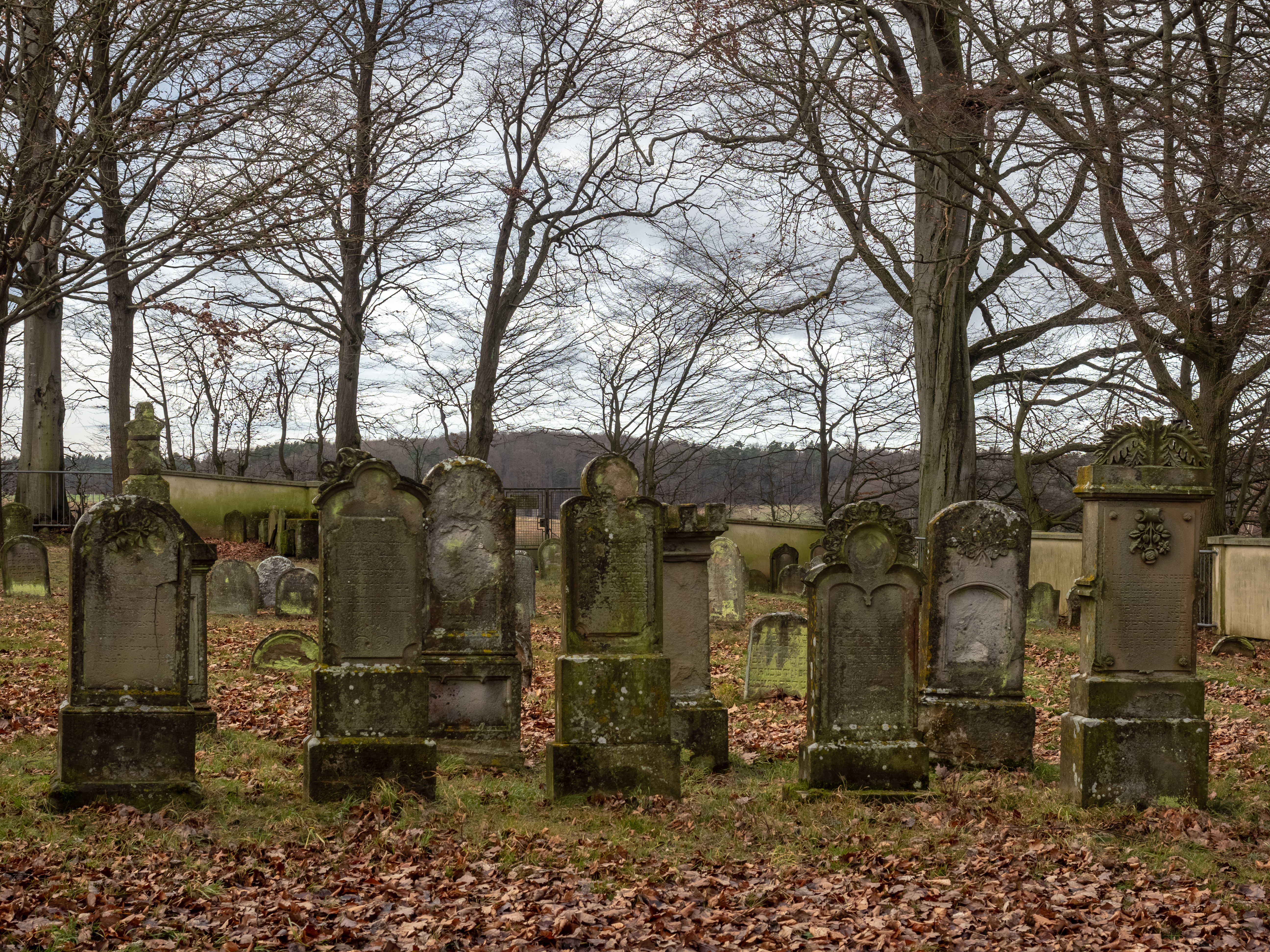
Jüdischer Friedhof
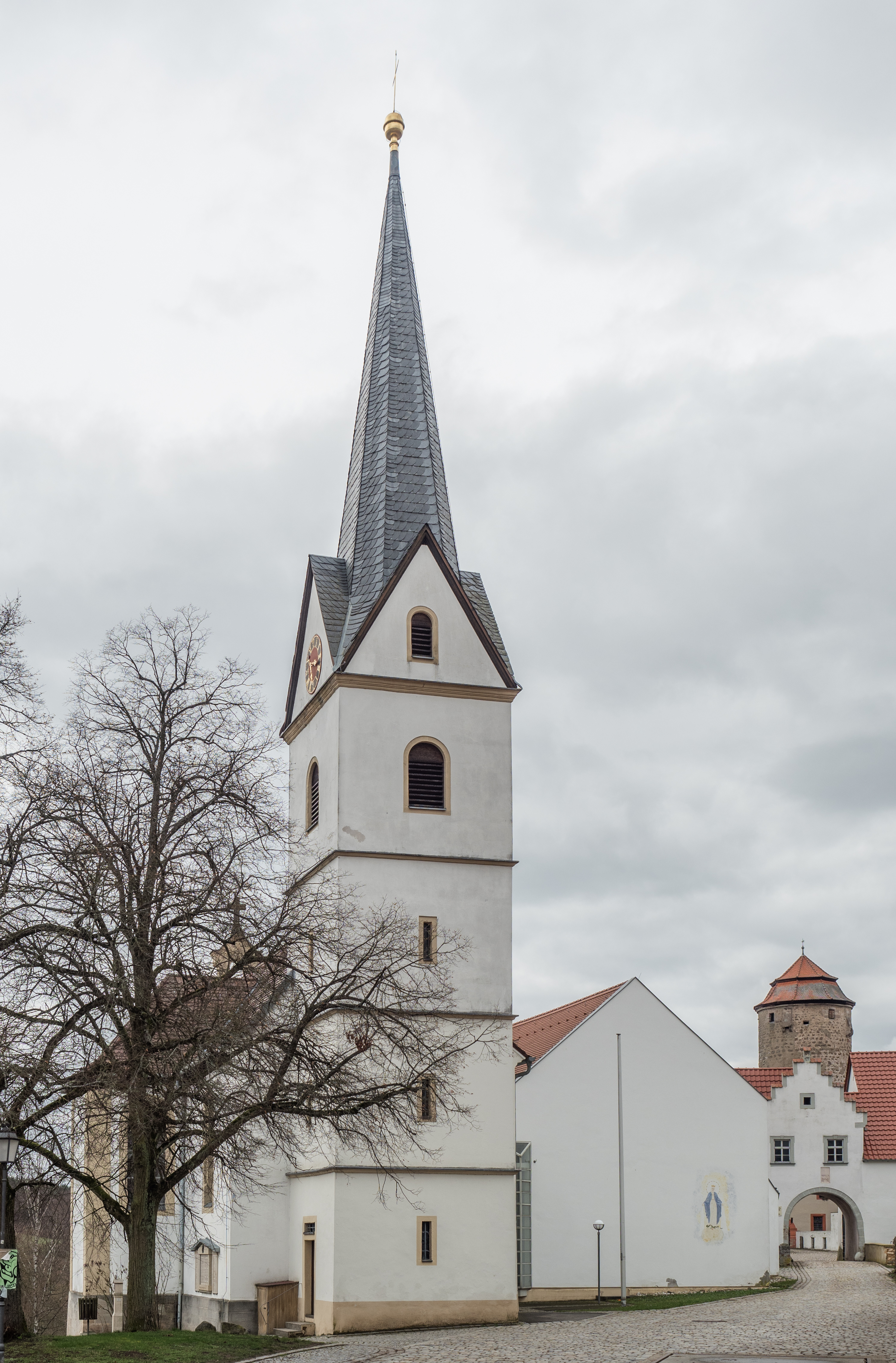
Katholische Pfarrkirche St. Trinitas

## Söhne und Töchter von Lisberg
- Volker Geyer (* 1965), Gewerkschafter